# Stefan Michnik

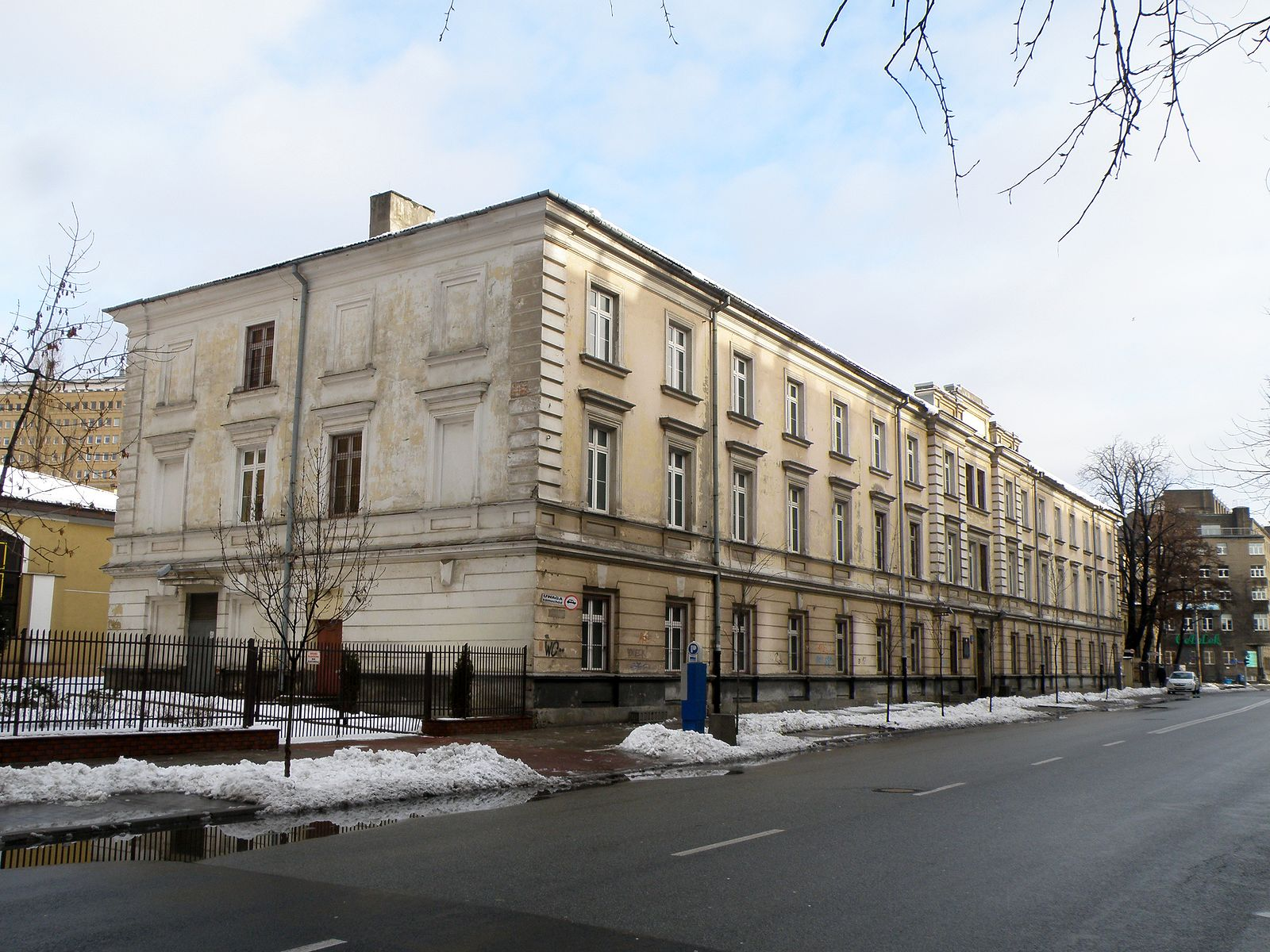
Warszawas regionala militärdomstol (Wojskowy Sąd Rejonowy, WSR), på gatan Koszykowa i Warszawa, var Stefan Michniks arbetsplats.

Stefan Michnik, född 28 september 1929 i Drohobytj, död 27 juli 2021, var en före detta stalinistisk militärdomare i efterkrigstidens Polen och före detta kapten i den kommunistiska polska folkarmén. Han var under 1950-talet involverad i rättsprocesser mot en rad polska antikommunister och dömde flera av dem till döden. År 1969 flydde Michnik till Sverige, och han blev svensk medborgare i mitten av 1970-talet.

## Uppväxt och karriär
Stefan Michnik växte upp i en polsk-judisk familj i Drohobytj, som då tillhörde Andra polska republiken men som idag är en del av Ukraina. Hans mor, Helena Michnik, var lärare i Drohobytj och aktiv i de kommunistiska partierna i Ukraina och Polen. Fadern, Samuel Rosenbusch, var en advokat och kommunistisk aktivist som avrättades i samband med den stora utrensningen i Sovjetunionen år 1937. Michniks halvbror, Adam Michnik, är chefredaktör för den vänsterliberala polska dagstidningen Gazeta Wyborcza.
År 1951 fick Stefan Michnik en tjänst som domare i Warszawas regionala militärdomstol (Wojskowy Sąd Rejonowy, WSR). Där dömde han en rad polska officerare till döden, bland annat för "antikommunistiska aktiviteter".

## Flykten från Polen
År 1968 inleddes en antisemitisk (kallad "antisionistisk") utrensning av judar i det polska kommunistpartiet. Stefan Michnik flydde år 1969 till Sverige, där han under 1970-talet blev svensk medborgare. Han arbetade som bibliotekarie i Storvreta utanför Uppsala innan han gick i pension.

## Utlämningsförsök för brott mot mänskligheten
Polen försökte under en längre tid få Stefan Michnik utlämnad från Sverige. I november 2018 utfärdade Polen en europeisk arresteringsorder för att få honom utlämnad för 30 brott "som bär tecknen för brott mot mänskligheten". Brotten ska ha begåtts i Warszawa under åren 1952–1953, då Michnik dömde flera polska antikommunister till döden. En domstol i Göteborg avslog dock den polska begäran med hänvisning till preskriptionstiden och att Michnik var svensk medborgare. Det svenska beslutet ledde till starka reaktioner från regeringen i Polen.
I augusti år 2000, i samband med att den polska kommissionen som utreder brott under nazi- och kommunisttiden meddelade att man hade för avsikt att begära Stefan Michnik utlämnad, sade Michnik till Aftonbladet att han betraktade sig som oskyldig. Han uppgav att han bara var "bisittare" vid rättegångarna och att besluten om dödsstraff i själva verket hade fattats "mycket högre upp i hierarkin".

## Sista år
Stefan Michnik tillbringade den sista tiden av sitt liv på ett judiskt äldreboende i Göteborg.